# Supercopa d'Europa de futbol 1977
La Supercopa d'Europa de futbol 1977 va ser l'edició de la Supercopa d'Europa de l'any 1977. Va enfrontar, a doble partit, el campió de la Copa d'Europa 1976-77, el Liverpool, contra el campió de la Recopa 1976-77, l'Hamburg. El Liverpool va guanyar amb un marcador global de 7 a 1.

## Partits

### Anada
| Hamburger SV | 1 – 1 | Liverpool FC   |
| ------------ | ----- | -------------- |
| Keller 29'   |       | Fairclough 65' |

 Volksparkstadion, Hamburg
| HAMBURG:                                          |  |                   |
|                                                   |  |                   |
| GK                                                |  | Jürgen Stars      |
| DF                                                |  | Hans-Jürgen Ripp  |
| DF                                                |  | Ivan Buljan       |
| DF                                                |  | Manfred Kaltz     |
| MF                                                |  | Kurt Eigl         |
| MF                                                |  | Caspar Memering   |
| MF                                                |  | Klaus Zaczyck     |
| MF                                                |  | Felix Magath      |
| FW                                                |  | Kevin Keegan      |
| FW                                                |  | Ferdinand Keller  |
| MF                                                |  | Arno Steffenhagen |
| Substitucions:                                    |  |                   |
| DF                                                |  | Andreas Karow     |
| MF                                                |  | Horst Bertl       |
| Entrenador:                                       |  |                   |
| Arkoç Özcan Home del partit: Arbitres assistents: |  |                   |

| LIVERPOOL:     |    |                  |  |     |
|                |    |                  |  |     |
| GK             | 1  | Ray Clemence     |  |     |
| RB             | 2  | Phil Neal        |  |     |
| LB             | 3  | Joey Jones       |  | 33' |
| CB             | 4  | Phil Thompson    |  |     |
| LM             | 5  | Ray Kennedy      |  |     |
| CB             | 6  | Emlyn Hughes     |  |     |
| CF             | 7  | Kenny Dalglish   |  |     |
| CM             | 8  | Jimmy Case       |  | 58' |
| RM             | 9  | Steve Heighway   |  |     |
| CF             | 10 | David Fairclough |  |     |
| CM             | 11 | Ian Callaghan    |  |     |
| Substitucions: |    |                  |  |     |
| DF             | 12 | Tommy Smith      |  | 33' |
| FW             | 13 | David Johnson    |  | 58' |
| MF             | 14 | Terry McDermott  |  |     |
| FW             | 15 | John Toshack     |  |     |
| GK             | 16 | Peter McDonnell  |  |     |
| Entrenador:    |    |                  |  |     |
| Bob Paisley    |    |                  |  |     |

### Tornada
| Liverpool FC                                                         | 6 – 0 | Hamburger SV |
| -------------------------------------------------------------------- | ----- | ------------ |
| Thompson 31' · McDermott 40' 55' 46' · Fairclough 86' · Dalglish 88' |       |              |

 Anfield, Liverpool
| LIVERPOOL:                                       |    |                  |  |     |
|                                                  |    |                  |  |     |
| GK                                               | 1  | Ray Clemence     |  |     |
| RB                                               | 2  | Phil Neal        |  |     |
| LB                                               | 3  | ommy Smith       |  |     |
| CB                                               | 4  | Phil Thompson    |  |     |
| LM                                               | 5  | Ray Kennedy      |  |     |
| CB                                               | 6  | Emlyn Hughes     |  |     |
| CF                                               | 7  | Kenny Dalglish   |  |     |
| CM                                               | 8  | Terry McDermott  |  |     |
| RM                                               | 9  | Steve Heighway   |  | 46' |
| CF                                               | 10 | David Fairclough |  |     |
| CM                                               | 11 | Jimmy Case       |  |     |
| Substituts:                                      |    |                  |  |     |
| FW                                               | 12 | David Johnson    |  | 46' |
| FW                                               | 13 | John Toshack     |  |     |
| DF                                               | 14 | Alan Hansen      |  |     |
| DF                                               | 15 | Joey Jones       |  |     |
| GK                                               | 16 | Peter McDonnell  |  |     |
| Entrenador:                                      |    |                  |  |     |
| Bob Paisley Home del partit: Assistant Referees: |    |                  |  |     |

| HAMBURG:    |  |                   |
|             |  |                   |
| GK          |  | Rudi Kargus       |
| DF          |  | Hans-Jürgen Ripp  |
| DF          |  | Manfred Kaltz     |
| DF          |  | Peter Nogly       |
| DF          |  | Peter Hidien      |
| MF          |  | Klaus Zaczyk      |
| MF          |  | Horst Bertl       |
| MF          |  | Felix Magath      |
| FW          |  | Kevin Keegan      |
| FW          |  | Ferdinand Keller  |
| FW          |  | Georg Volkert     |
| Substituts: |  |                   |
| MF          |  | Kurt Eigl         |
| MF          |  | Arno Steffenhagen |
| Entrenador: |  |                   |
| Arkoç Özcan |  |                   |

| Supercopa d'Europa 1977   |
| ------------------------- |
| Anglaterra                |
| Liverpool FC Primer títol |